# سوفیانه ترگو
سوفیانه ترگو (انگلیسی: Sofiane Tergou؛ زادهٔ ۳ سپتامبر ۱۹۹۱) بازیکن فوتبال اهل فرانسه است.